# Southampton FC (vrouwenvoetbal)
Southampton Vrouwen is een Engels vrouwenvoetbalteam uit Southampton, onderdeel van Southampton FC, dat werd opgericht in 2017. Anno 2023 komt Southampton uit in de FA Women's Championship, het op één na hoogste niveau in het Engelse vrouwenvoetbal.

## Erelijst

### Competities
FA Women's National League South Southern Premier Division
- Winnaars (1): 2021/22

Southern Region Women's Football League Premier Division
- Winnaars (1): 2018/19

Hampshire Women’s Football League Division 1
- Winnaars (1): 2017/18

### Bekers
FA Women's National League Cup
- Winnaars (1): 2021/22

Southern Region Women's Football League Cup
- Winnaars (1): 2018/19